# 6/17秀逗美眉
《6/17秀逗美眉》是日本漫畫，作者八神健。於漫畫雜誌《週刊少年Champion》2000年至2003年期間進行連載，單行本全12卷。電視動畫於2003年開始播放。

## 劇情簡介
一對青梅竹馬的男女主角－－霧里七華與風原稔二，兩人自小便相識。轉眼間，二人已經十七歲，快要參加大學考試。可是二人性格南轅北轍－－霧里七華擁有漂亮外表，學業成績名是全班之冠，但是對人極度冷漠、自私，除了讀書之外對所有事都沒有興趣。風原稔二是校內公認的不良少年，每日上學幾乎就是為了打架生事。在一個下雨天，稔二又再與其他同學打架；七華看不過眼，責罵稔二幼稚，卻被稔二提出要絕交。七華受到打擊而暈倒，從一條很長的樓梯仆落地……七華從醫院醒過來後，稔二想向她道歉，但是他發現：七華的腦因為受震盪，性格回到她六歲時候……

## 登場角色
- 配音員順序為動畫版／廣播劇CD／香港動畫版

霧里七華
千葉千惠巳(6歲時為阿部真弓)／堀江由衣／曾秀清
本作主角。17歲的女高中生，學習成績相當優秀，不過因為性格冷淡而沒有朋友(性格冷淡是因母親的死做成心理創傷而自我封閉)。因為心智年齡變回六歲而鬧出許多麻煩，漫畫結局六歲與十七歲的心智重新合而為一恢復正常。
凪原稔二 (TVB譯作風原稔二)
鈴村健一(6歲時為三瓶由布子)／関智一／蘇強文(6歲時為林元春)
七華的同學和青梅竹馬，外號「怒髮的稔二」的不良少年。原本性格暴躁直接，自從七華的心智年齡變回六歲之後開始變得圓滑、不愛讀書，為了七華而努力。偶然被雨宮得知七華的秘密後，請求雨宮守秘密並一同教導心智年齡變回六歲的七華念書的而共同努力。
雨宮由理子
堀江由衣／久川綾／鄭麗麗
七華的優等生同學。最初因為想欺負七華而接近她，偶然得知七華的秘密，被稔二請求保守秘密並一同教導心智年齡變回六歲的七華念書的而共同努力，與稔二相處久了，漸漸對稔二有了好感。六歲時與稔二見過面，但稔二沒認出她。
霧里耐三
松山鷹志／北川勝博／招世亮
七華的父親。作家，妻子早死，以一人之力照顧七華成長。
嵐山甚八
志村知幸／島田敏／陳永信
家裡經營道場。有一個妹妹。對心智年齡退回六歲的七華有好感，之後放棄了追求七華而理成平頭，弄去了之前不良鬧年的形象，漫畫結尾搬回深山老家專心經營道場。
嵐山五月
名塚佳織／大谷育江／陸惠玲
嵐山甚八的妹妹。漫畫結尾因為要搬回深山老家專心經營道場，而將頭髮剪短。
霰玉九里子
野川櫻／宮村優子／劉姵穎
實際年齡為6歲的幼女。
風祭千惠
千葉紗子／－／雷碧娜
吉田
檜山修之／－／梁偉德

## 出版書籍
| 冊數 | 秋田書店       | 秋田書店           | 長鴻出版社 | 長鴻出版社           |
| 冊數 | 發售日期       | ISBN               | 發售日期   | EAN                  |
| ---- | -------------- | ------------------ | ---------- | -------------------- |
| 1    | 2001年3月13日  | ISBN 4-253-05965-1 | 2002年3月  | EAN 471-0765-16563-5 |
| 2    | 2001年7月15日  | ISBN 4-253-05966-X | 2002年4月  | EAN 471-0765-16642-7 |
| 3    | 2001年10月5日  | ISBN 4-253-05967-8 | 2002年5月  | EAN 471-0765-16659-5 |
| 4    | 2001年12月1日  | ISBN 4-253-05968-6 | 2002年6月  | EAN 471-0765-16693-9 |
| 5    | 2002年2月10日  | ISBN 4-253-05969-4 | 2002年7月  | EAN 471-0765-16880-3 |
| 6    | 2002年4月20日  | ISBN 4-253-20116-4 | 2002年9月  | EAN 471-0765-16926-8 |
| 7    | 2002年6月1日   | ISBN 4-253-20117-2 | 2002年10月 | EAN 471-0765-17028-8 |
| 8    | 2002年10月25日 | ISBN 4-253-20118-0 | 2003年1月  | EAN 471-0765-17333-3 |
| 9    | 2003年1月20日  | ISBN 4-253-20119-9 | 2003年3月  | EAN 471-0765-17458-3 |
| 10   | 2003年4月15日  | ISBN 4-253-20120-2 | 2003年7月  | EAN 471-0765-17600-6 |
| 11   | 2003年6月20日  | ISBN 4-253-20121-0 | 2003年9月  | EAN 471-0765-17822-2 |
| 12   | 2003年7月20日  | ISBN 4-253-20122-9 | 2003年10月 | EAN 471-0765-18033-1 |

## 電視動畫
從2003年1月8日到3月26日在東京電視台播放。全12話+未播放1話。未播放話被收錄在「ななか6/17 DVD-BOX めもりーふぁいる」。

### 製作人員
- 監督：佐山聖子
- 系列構成：金春智子
- 人物設定.總作畫監督：音地正行
- 美術監督：かきもとやおき
- 色彩設計：安藤智美
- 攝影監督：鈴木洋平
- 編輯：関一彦
- 音響監督：なかのとおる
- 音樂：增田俊郎、ダブルオーツ
- 製作人：小川智弘、大澤信博、松倉友二
- 動畫製作：J.C.STAFF
- 製作：七華會

### 主題曲
片頭曲「素直なまま」
作詞、作曲、歌-Funta／編曲-深澤秀行、Funta
片尾曲「大切な願い」
作詞-rino／作曲-長田直之／歌-coorie

### 各話標題
| 話数   | 日文標題               | TVB翻譯標題      | 劇本       | 分鏡              | 演出            | 作畫監督                                       |
| ------ | ---------------------- | ---------------- | ---------- | ----------------- | --------------- | ---------------------------------------------- |
| 1      | きりさとななか、6さい! | 六歲的霧里七華   | 金春智子   | 櫻井弘明          | 岡本英樹        | 小栗寛子                                       |
| 2      | ピアニストななか       | 鋼琴家七華       | 金春智子   | 櫻井弘明          | 三芳唯稀        | 下谷智之、大木良一 柴田志朗、橋本英樹 小栗寛子 |
| 3      | おねえさまななか       | 大姐姐七華       | 池田真美子 | 高橋亨            | 清水一伸        | 村木新太郎、アベエミコ                         |
| 4      | 3人なかよしななか      | 我地三個做好朋友 | 丸尾未歩   | 高橋亨            | 粟井重紀        | 重松しんいち                                   |
| 5      | 3人デートななか        | 三個人的約會     | 金春智子   | 高田耕一          | 飯野直 小川浩司 | 小栗寛子、伊藤良太 井嶋惠子                    |
| 6      | 修学旅行ななか         | 七華的畢業旅行   | 丸尾未歩   | 島崎奈奈子        | 上原秀明        | アベエミコ、片岡英之                           |
| 7      | 旅行の続きななか       | 畢業旅行下集     | 丸尾未歩   | 小滝礼            | 粟井重紀        | 織岐一寛                                       |
| 8      | ナースなななか         | 護士七華         | 池田真美子 | 岡本英樹          | 岡本英樹        | 小栗寛子、栗林沢子 片岡英之                    |
| 9      | 文化祭ななか           | 七華的文化祭     | 池田真美子 | 井硲清高          | 飯村正之        | 清丸悟、櫻井正明 金一培                        |
| 10     | 七華からななか         | 七華俾七華的信   | 池田真美子 | 錦織博            | 上原秀明        | アベエミコ、井嶋惠子                           |
| 11     | ドミかるななか         | 魔法少女七華     | 金春智子   | 山川吉樹 櫻井弘明 | 高橋亨          | 細田直人、井嶋惠子 篁馨                        |
| 12     | 霧里七華17歳           | 十七歲的霧裡七華 | 金春智子   | 櫻井弘明          | 岡本英樹        | 小栗寛子、しまだひであき                       |
| 未放送 | おじゃまなななか       | 電燈膽七華       | 丸尾未歩   | 栗原葵            | 岡本英樹        | 杉本功                                         |

### 播放電視台

#### 日本國內
| 日本 東京電視網 星期三 02:35–03:00 | 日本 東京電視網 星期三 02:35–03:00 | 日本 東京電視網 星期三 02:35–03:00 |
| ---------------------------------- | ---------------------------------- | ---------------------------------- |
|                                    | （2003年1月8日 - 2003年3月26日）   |                                    |
| 熱血電波俱樂部                     | 手箱音樂的流行                     |                                    |

#### 海外
香港
| 香港 無綫電視翡翠台 星期一至五 09:40－10:10        | 香港 無綫電視翡翠台 星期一至五 09:40－10:10 | 香港 無綫電視翡翠台 星期一至五 09:40－10:10                 |
| -------------------------------------------------- | ------------------------------------------- | ----------------------------------------------------------- |
|                                                    | （2004年4月5日 - 2004年4月16日）            |                                                             |
| 瞬間看地球及至NET小人類 (09:10－10:10)新增動畫時段 | 瞬間看地球 及 至NET小人類 (09:10－10:10)    |                                                             |
| 香港 無綫電視翡翠台 星期六 11:30－11:55            |                                             |                                                             |
| 彩夢芭蕾 (11:00－11:55)                            | （重播） （2005年7月2日 - 2005年9月24日）   | Barbie 真假公主 (11:00－12:45) 新銀河鐵道999 (11:00－11:55) |

## 外部連結
- 東京電視動畫6/17秀逗美眉網站（页面存档备份，存于）（日語）